# Nazionale maschile di hockey su ghiaccio dell'Armenia
La nazionale di hockey su ghiaccio maschile dell'Armenia è controllata dalla Federazione di hockey su ghiaccio dell'Armenia, la federazione armena di hockey su ghiaccio, ed è la selezione che rappresenta l'Armenia nelle competizioni internazionali di questo sport.
La nazionale ha ospitato il Campionato mondiale di hockey su ghiaccio - Terza Divisione 2010. Nel corso della sua storia ha partecipato anche al Campionato mondiale di hockey su ghiaccio - Terza Divisione dal 2004 al 2006.